# Chiesa della Maddalena (Catanzaro)
La chiesa e convento delle Convertite di Santa Maria Maddalena è un luogo di culto cattolico della città di Catanzaro.

## Storia
La chiesa della Maddalena venne edificata nel 1560 sotto il papa Pio IV e il Vescovo di Catanzaro Ascanio Geraldini e consacrata con il titolo di Santa Caterina.
Successivamente la chiesa venne trasformata in un Conservatorio di Convertite, in quanto il frate cappuccino Tiberio da Milano convertì ventidue donne di malavita e facendole ospitare nella chiesa, da questo fatto questo luogo prende il nome di Monastero delle Convertite della Maddalena.
Come testimonia una lapide posta all'entrata, la chiesa venne consacrata il 23 aprile 1690 dal Vescovo Francesco Gori e Suor Domenica de Aznar era la Badessa del monastero. Sulla lapide vi è incisa la scritta: «ANNO DO.NI MDCXC DIE VERO XX APRILIS ECCLESIA HAEC CONSECRATA FUIT AB ILL.mo ET REV.mo D.INO D. FRANCISCO GORI EPI.P? CATAC? ABBATISSA B. SOR D. DOMENICA DE AZNAR».
Nel 1784 la chiesa e il convento vennero chiusi con un dispaccio reale e riaperti nel 1796, quando al suo interno fu spostata la parrocchia di San Biagio, acquisendo così il titolo di San Biagio alla Maddalena. la struttura venne di nuovo chiusa al culto il 
29 novembre del 1810, ma vennero riaperti in seguito al decennio francese. Il 17 febbraio 1861 un decreto luogotenenziale sopprimeva le case monastiche, così le monache domenicane che vivevano nel convento di San Rocco vennero espulse e si accasarono presso la chiesa della Maddalena, portando con sé le campane e gli arredi sacri.

## Descrizione
La chiesa ha subìto diversi restauri nel corso del tempo: nel 1888 il parroco don Vitaliano dei baroni Perrone fece rifare il tetto; nel 1930 venne restaurata, con rifacimento del prospetto, e riaperta al culto dopo essere stata adibita, dal 1914, ad alloggio per i militari.
La facciata in stile neoclassica si presenta con delle coppie di paraste in ordine corinzio, dalle quali parte una trabeazione molto alta che si conclude con un accentuato timpano.
Negli anni '30, don Giovanni Apa fece restaurare gli altari, l'interno della chiesa, la sagrestia e l'ufficio parrocchiale. Fece realizzare anche alcuni affreschi, come quelli di Santa Chiara e Maria Maddalena sulla volta della navata, i Cori degli Angeli sulla cupola e nel presbiterio, i Dottori della Chiesa Sant'Agostino, San Bernardo, Sant'Alfonso, San Tommaso, raffigurati nelle vele dei pilastri che sorreggono la cupola.
La chiesa si presenta a navata unica con due cappelle per lato e un ampio presbiterio, dove, al centro, si trova l'Altare maggiore del 1768 e realizzato da Silvestro e Giuseppe Troccoli.